# خانه داستانی
خانه داستانی مربوط به اواخر دوره قاجار است و در شهرستان اصفهان، بخش جرقویه سفلی، دهستان جرقویه وسطی، روستای حسین‌آباد واقع شده و این اثر در تاریخ ۱ دی ۱۳۸۷ با شمارهٔ ثبت ۲۳۸۸۰ به‌عنوان یکی از آثار ملی ایران به ثبت رسیده است.